# نصار نصار
نصار محمود نصار (1 يناير 1992) هو لاعب كرة قدم لبناني يلعب في مركز الظهير الأيمن مع نادي الأنصار ومنتخب لبنان لكرة القدم.

## المسيرة الدولية
شارك نصار في مباراته الأولى مع المنتخب اللبناني في مباراة ودية ضد غينيا الإستوائية في 11 أكتوبر 2016، حيث لعب 90 دقيقة وإنتهت بالتعادل 1–1. أستدعي ليمثل لبنان في كأس آسيا 2019، لكنّه ترك الفريق بعد إصابته مبكرًا.

## الإنجازات

### النادي
الأنصار
- وصيف الدوري اللبناني الممتاز: 2018–19
- كأس لبنان: 2016–17
- وصيف كأس السوبر اللبناني: 2017
- وصيف كأس النخبة اللبناني: 2016

### الفردية
الجوائز
- التشكيلة المثالية للدوري اللبناني الممتاز: 2016–17[3]

## وصلات خارجية
نصار نصار على فرق كرة القدم الوطنية.كوم
نصار نصار  على سكروي